# History Repeating
History Repeating è una canzone eseguita dai Propellerheads e Shirley Bassey. Il singolo raggiunse la posizione numero 19 nella Official Singles Chart e la numero uno della UK Dance Chart nel 1997, oltre ad ottenere un notevole successo in tutta europa. La canzone è stata inserita nella colonna sonora del film Tutti pazzi per Mary. Nel 2006 è stata eseguita una cover del brano da Matt Dusk e un'altra è presente nell'album di esordio del 2011 For Every Heart della cantante ucraina Jamala.

## Tracce
CD-Single
1. History Repeating (Knee Length Mix)
2. History Repeating (Ankle Length Mix)

CD-Maxi
1. History Repeating (Knee Length Mix) - 4:02
2. History Repeating (Ankle Length Mix) - 5:46
3. History Repeating (Hip Length Mix) - 4:24

## Classifiche
| Classifica(1008)       | Posizione più alta |
| ---------------------- | ------------------ |
| Official Singles Chart | 19                 |
| UK Dance Chart         | 1                  |
| Italia                 | 8                  |
| Francia                | 71                 |
| Paesi Bassi            | 52                 |
| Finlandia              | 16                 |
| Nuova Zelanda          | 32                 |